# Nash 400
La 400 è un'autovettura prodotta dalla Nash Motors nel 1936.

## Storia
Lanciata il 20 maggio 1935 per il model year 1936, era dotata di un telaio avente un passo di 2.972 mm. Nella gamma Nash, venne collocata tra la LaFayette e la Ambassador.
Il modello aveva installato un motore a sei cilindri in linea e valvole laterali da 3.848 cm³ di cilindrata avente un alesaggio di 85,7 mm e una corsa di 111,1 mm, che erogava 90 CV di potenza. La frizione era monodisco a secco, mentre il cambio era a tre rapporti. La trazione era posteriore. I freni erano idraulici sulle quattro ruote. La meccanica era simile a quella di altri modelli Nash.
Il 15 ottobre 1935 venne lanciata la 400 DeLuxe. Meccanicamente era simile al modello base. Le differenze risiedevano nell'equipaggiamento, che era più lussuoso. La 400 e la 400 DeLuxe uscirono di produzione nel model year 1937 venendo sostituite dalla Nash LaFayette 400.